# June Middleton
June Margaret Middleton (Melbourne, 4 maggio 1926 – Thornbury, 30 ottobre 2009) è stata un'attivista australiana, che contrasse a 22 anni la poliomielite e trascorse più di 60 anni vivendo in un polmone d'acciaio per il trattamento della malattia.  Nel 2006, il Guinness World Records la riconobbe come la persona che aveva vissuto più tempo in un polmone d'acciaio. Questo record fu poi superato dall'avvocato americano Paul Alexander.

## Biografia
Middleton nacque a Melbourne, il 4 maggio 1926, unica figlia di Robert e Lucy Middleton. Contrasse la poliomielite quando aveva 22 anni, pochi mesi prima del suo matrimonio già programmato. Entrò nel polmone d'acciaio il 5 aprile 1949 e rimase dipendente dalla macchina per il resto della sua vita. Middleton trascorreva fino a 21 ore al giorno nel polmone d'acciaio per essere aiutata a respirare. Suo marito rimase con lei per cinque anni prima di sposare un'altra donna.
Middleton visse al Fairfield Hospital di Melbourne per più di 40 anni. Fu quindi trasferita all'ospedale di Austin prima di essere portata a casa sua a Thornbury, gestita dal servizio di supporto per l'alloggio del ventilatore Yooralla.
Attivista per i diritti delle persone costrette ai ventilatori, Middleton fu anche una tifosa del Carlton Football Club.
Il 4 maggio 1986, Middleton celebrò il suo 60º anno nel polmone d'acciaio con gli amici e il suo cane Angel al suo fianco.
Morì a Thornbury, Victoria, il 29 ottobre 2009, all'età di 83 anni.